# Tazmalt (distrito)
Tazmalt é um distrito localizado na província de Bugia, Argélia, e cuja capital é a cidade de mesmo nome, Tazmalt. Em 2008, a população total do distrito era de 48 874 habitantes.[carece de fontes?]

## Municípios
O distrito está dividido em três comunas:
- Tazmalt
- Beni Mellikeche
- Boudjellil